# Rundfunkjahr 1938

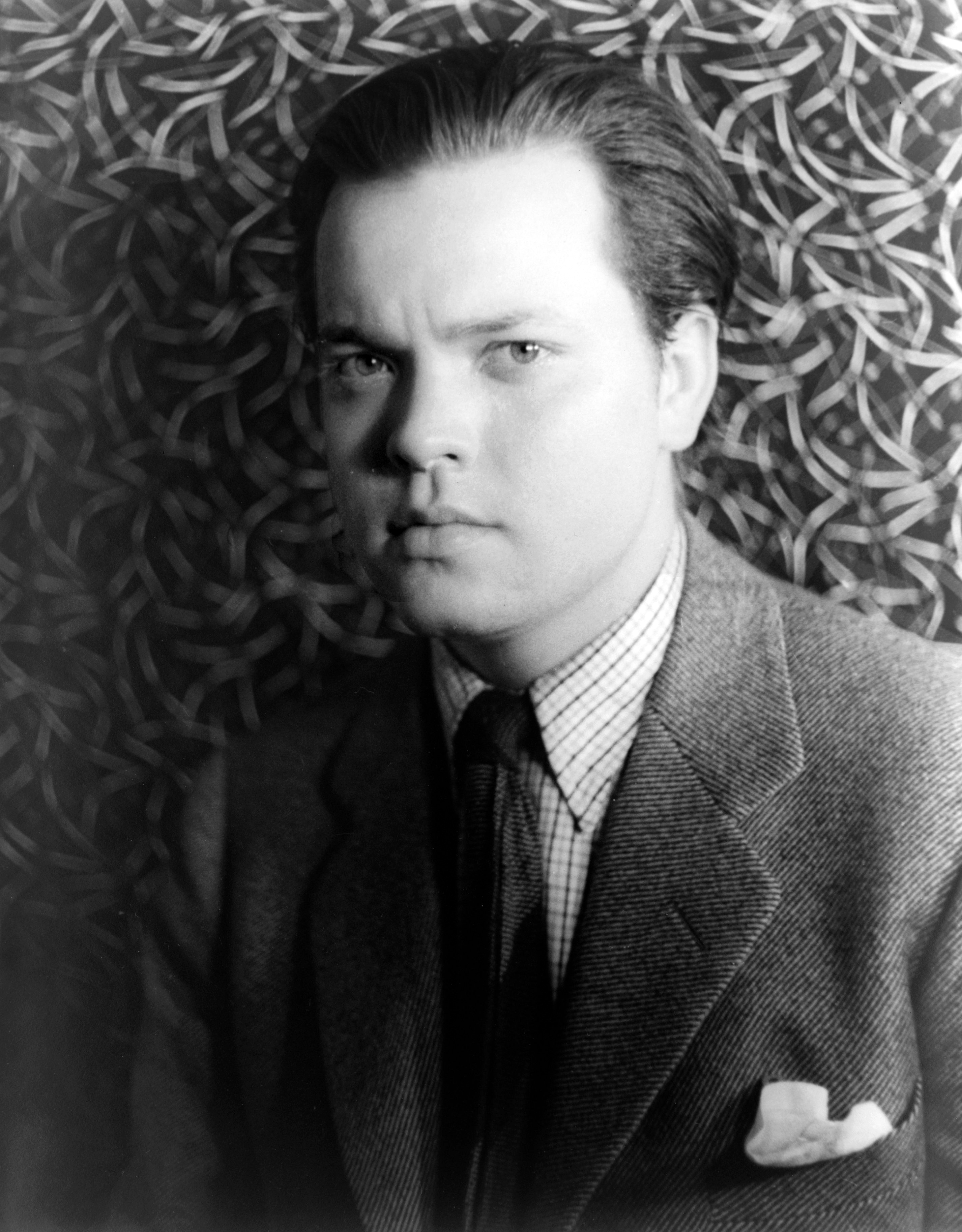
1938: Das von Orson Welles inszenierte Hörspiel Krieg der Welten löst Medienberichten zufolge eine Massenpanik aus.

Liste der Rundfunkjahre

◄◄ | ◄ | 1934 | 1935 | 1936 | 1937 | Rundfunkjahr 1938 | 1939 | 1940 | 1941 | 1942 | ► | ►►

Weitere Ereignisse

## Ereignisse

### Hörfunk
- 1. Januar: Der BBC Empire Service, der Vorläufer des späteren BBC World Service, bietet zum ersten Mal Programme in einer nicht-englischen Sprache, nämlich Arabisch an.
- 16. Januar: An diesem Tag werden in Wien und New York zwei bahnbrechende Musikaufnahmen gemacht. In Wien wird die 9. Sinfonie von Gustav Mahler von den Wiener Philharmonikern unter Bruno Walter aufgenommen, in der New Yorker Carnegie Hall führt Benny Goodman and his Orchestra das berühmte Carnegie Hall Concert auf, von dem ebenfalls eine legendäre (1950 bei Columbia Records erschienene) Schallplattenaufzeichnung gemacht wird.
- 11. März: Stunden vor dem Einmarsch deutscher Truppen nach Österreich meldet sich der kurz zuvor von Hitler zum Rücktritt gezwungene österreichische Bundeskanzler Kurt Schuschnigg via Hörfunk und verkündet, dass er der „Gewalt weiche“ und nicht bereit sei „deutsches Blut“ zu vergießen. Seine Rede schließt er mit den Worten: „Gott schütze Österreich“.[1] Die österreichische Radio Verkehrs AG (RAVAG) stellt ihren eigenständigen Sendebetrieb ein und übernimmt von nun an die Programme der deutschen Reichs-Rundfunk-Gesellschaft. Noch in der Nacht wird eine Reportage von einer Versammlung von in Österreich bislang illegalen Nationalsozialisten vom Ballhausplatz vor dem Bundeskanzleramt gesendet.
- 12. bis 15. März: Der Anschluss Österreichs an das Deutsche Reich ist auch ein Medienereignis, das seinen Niederschlag im Hörfunk hat. So gibt es Live-Reportagen von Einzug Adolf Hitlers in Linz, auch die Massenkundgebung am Heldenplatz wird live übertragen. Für die amerikanische CBS berichtet Edward R. Murrow. Als Stimme von Radio Wien, des späteren „Reichssender Wien“, berichtet der NS-Funktionär und gebürtige New Yorker Eldon Walli.
- 14. April – „On Economic Condition“ lautet der Titel der 12. Ausgabe der Fireside Chats (Kamingespräche) von US-Präsident Franklin D. Roosevelt.
- 24. Juni: In der 13. Ausgabe der Fireside Chats äußert sich Franklin D. Roosevelt über die Vorwahlen („On Party Primary“).
- August: Mit Radio Tirana wird die erste albanische Rundfunkstation in Betrieb genommen.
- 30. Oktober: Die von Orson Welles inszenierte Hörspielfassung des utopischen Romans Krieg der Welten des Briten H. G. Wells löst in den USA eine Massenpanik aus.
- 10. November: Für die politische Nachrichtensendung Zeitfunk des „Reichssender Wien“ berichtet der NS-Journalist Eldon Walli in einer Reportage von der zerstörten Synagoge in der Tempelgasse in Wien-Leopoldstadt über die Auswirkungen der Novemberpogrome. Zynisch bedankt sich Walli bei der NSDAP: „Hier muss man es wieder der Partei zuschreiben, dass das Judentum vor dem größten Unglück bewahrt wurde, wenn auch die Volksmeinung und die Massen der Bevölkerung erbittert gegen die Juden auftreten, so ist es immer wieder die Partei, die ihnen wenigstens noch das Leben rettet und sie vor dem gänzlichen Untergang bewahrt.“[2]

### Fernsehen
- 19. April – Die BBC überträgt das erste Fußballspiel der Fernsehgeschichte, eine Begegnung zwischen England und Schottland.
- 10. August – Mit Telecrime startet die BBC die weltweit erste, eigens für das Fernsehen geschriebene Krimiserie.

## Geboren
- 1. Januar – Heino Jaeger, deutscher Radioautor (Praxis Dr. Jaeger), Satiriker und Grafiker, wird in Hamburg geboren († 1997).
- 21. Februar – Andreas Blum, Schweizer Radiojournalist und Direktor von Schweizer Radio DRS (1979–99), wird geboren († 2024).
- 19. März – Christian Günther, deutscher Hörfunkmoderator (Hitline International; Please, Mr. DJ), wird in Potsdam geboren († 2001). Günthers Stimme wurde überregional bekannt, weil er den Einleitungsmonolog für die deutsche Synchronfassung der Fernsehserie Knight Rider sprach.
- 21. März – Fritz Pleitgen, deutscher Fernsehjournalist und von 1995 bis 2007 Intendant des WDR, wird in Duisburg geboren († 2022).
- 19. Juni – Karl Moik, österreichischer Fernsehmoderator und Entertainer, wird in Linz geboren († 2015).
- 27. Juli – Jerry Juhl, US-amerikanischer Drehbuchautor (Die Fraggles, Sesamstraße) wird in St. Paul, Minnesota geboren († 2005).
- 29. Juli – Peter Jennings, kanadisch-amerikanischer Journalist, Anchorman von ABC (World News Tonight), wird in Toront geboren († 2005).
- 10. August – Ernst Wolfram Marboe, österreichischer Journalist und Fernsehintendant, wird in Wien geboren († 2012).
- 2. September – Ursula Lillig, deutsche Schauspielerin und Hörspielsprecherin, vor allem bekannt durch ihre Rolle als ‚Helga Legrelle‘ in der 7-teiligen Fernsehserie Raumpatrouille, wird in Magdeburg geboren († 2004).
- 12. September: Heinz Recht, deutscher Fernsehproduzent, Autor und Abteilungsleiter Fernsehspiel-Serie des SWR, Erfinder der SWR-Serie Die Fallers – Eine Schwarzwaldfamilie, wird in Bonn geboren († 2025).
- 25. November – Hans Brenner, österreichischer Schauspieler, wird in Innsbruck geboren († 1998).
- 19. Dezember – Karel Svoboda, tschechischer Komponist, wird in Prag geboren († 2007). Svoboda wurde einem breiten Publikum vor allem für seine Titelmelodien und Sounddesigns zu Serien wie Wickie und die starken Männer, Biene Maja oder Die Besucher bekannt.